# Тизенгаузен, Евгений Евгеньевич
Барон Евге́ний Евге́ньевич Тизенга́узен (1 (13) июля 1860 — не ранее 1920) — русский инженер путей сообщения и политик, член III-й Государственной думы от Московской губернии.

## Биография
Происходил из старинного дворянского рода. Родился 1 (13) июля 1860 года в семье Евгения Богдановича Тизенгаузена.
В 1879 году окончил Пажеский корпус, выпущен из камер-пажей в корнеты лейб-гвардии Казачьего полка. В 1881 году был прикомандирован к Главному штабу, а через год вышел в запас и поступил в Институт инженеров путей сообщения. По окончании института со званием инженера путей сообщения, служил в казённых и частных железнодорожных учреждениях: состоял инженером в распоряжении начальника Николаевской и других железных дорог, служил младшим, а затем старшим помощником делопроизводителя департамента железных дорог МПС, инженером Общества Московско-Ярославско-Архангельской железной дороги. Затем был приглашён на мануфактурную фабрику Н. Н. Коншина в Серпухове, где занял должность директора.
После провозглашения Октябрьского манифеста принял деятельное участие в организации Торгово-промышленной партии, возглавлял Серпуховский отдел «Союза 17 октября».
В 1907 году был избран в члены III Государственной думы от Московской губернии 2-м съездом городских избирателей. Входил во фракцию «Союза 17 октября». Состоял секретарём комиссии о торговле и промышленности, председателем комиссии по рабочему вопросу, а также членом комиссий: о путях сообщения, о неприкосновенности личности, для приёма Таврического дворца.
С 1913 года состоял инженером в распоряжении начальника Московско-Курской и Московско-Нижегородской железных дорог, а затем — инспектором по постройке линии Новониколаевск—Барнаул—Семипалатинск. В 1914 году причислен к Министерству путей сообщения штатным инженером 5-го класса, с 1916 состоял при министре для исполнения инспекторских обязанностей. Дослужился до чина статского советника (1916).
В 1920 году был направлен на восстановление Бухарской железной дороги и там убит бандитами.

## Семья
Был дважды женат. С первой женой, урожд. Элизабет ван Экельс (1860—1924), развёлся между 1900 и 1902 гг., после чего женился на Марии Константиновне Кутузовой (1873—1937).
Дети от первого брака:
- Евгений (1892—?);
- Анатолий (1884—1945).

Сын от второго брака:
- Андрей (1903—после 1935), выпускник Тенишевского училища. После революции служил экономистом в учреждениях Ленинграда. В 1935 году был арестован, приговорён к пяти годам ИТЛ и отправлен в Ухтпечлаг[3].

После осуждения сына Мария Константиновна была выслана на пять лет в Оренбург. Осенью 1937 года арестована, приговорена к ВМН и расстреляна.

## Сочинения
- Записка по рабочему вопросу. — СПб., 1912.